# استپان ماریانیان
استپان مایلوویچ ماریانیان (به روسی: Степан Маилович Марянян، آوانگاری: متولد ۲۱ سپتامبر ۱۹۹۱) کشتی‌گیر فرنگی‌کار ارمنی‌تبار تیم ملی کشتی روسیه است.
از افتخارات وی می‌توان به کسب مدال طلا در مسابقات قهرمانی کشتی جهان ۲۰۱۸ و مدال نقره در مسابقات قهرمانی کشتی جهان ۲۰۱۹ و دو مدال برنز در مسابقات قهرمانی کشتی جهان ۲۰۱۷ و مسابقات قهرمانی کشتی جهان ۲۰۲۱ اشاره کرد.

## فعالیت حرفه‌ای

### قهرمانی کشتی جهان ۲۰۱۷
ماریانیان در وزن ۵۹ کیلوگرم مسابقات قهرمانی کشتی جهان ۲۰۱۷ پاریس حاضر بود که در دور اول و دوم اتینه کینسینگر از آلمان و اریک توربا از مجارستان را شکست داد اما در دور بعد از کنیچیرو فومیتا کشتی‌گیر ژاپنی شکست خورد و با توجه به حضور این کشتی‌گیر در فینال، به دیدار شانس مجدد رفت. او در اولین مسابقه شانس مجدد پاستاس پتراویچیوس از لیتوانی را شکست داد و به دیدار رده‌بندی راه یافت. وی در دیدار رده‌بندی کانیبک زولچوبکوف کشتی‌گیر قرقیزستانی را شکست داد و مدال برنز وزن ۵۹ کیلوگرم را بدست آورد.

### قهرمانی کشتی جهان ۲۰۱۸
ماریانیان در وزن ۶۳ کیلوگرم مسابقات قهرمانی کشتی جهان ۲۰۱۸ بوداپست حاضر بود که پس از غلبه بر لاشا ماریامیدزه از گرجستان، رحمان بلیچی از ترکیه، ایستوان وانزا از مجارستان و حسن حسن محمد از مصر به فینال رسید. وی در فینال المورات تاسمورادوف از ازبکستان را شکست داد و مدال طلا وزن ۶۳ کیلوگرم را بدست آورد.

### قهرمانی کشتی جهان ۲۰۱۹
ماریانیان در وزن ۶۳ کیلوگرم کشتی فرنگی مسابقات قهرمانی کشتی جهان ۲۰۱۹ نورسلطان حاضر بود که میثم دلخانی از ایران، جونگ جین-وونگ از کره جنوبی و اسلاویک گالستیان از ارمنستان را شکست داد و به فینال رسید. وی در دیدار نهایی به شینوبو اوتا از ژاپن باخت و به مدال نقره وزن ۶۳ کیلوگرم رسید.

### قهرمانی کشتی جهان ۲۰۲۱
ماریانیان در وزن ۶۰ کیلوگرم کشتی فرنگی قهرمانی کشتی جهان ۲۰۲۱ اسلو شرکت کرد، او در مسابقه اول احمد اویار از ترکیه را شکست داد اما در مسابقه بعد به ویکتور کیوبانو از مولداوی باخت و با توجه به حضور این کشتی‌گیر در فینال، به دیدار شانس مجدد رفت. او در مرحله شانس مجدد ژورا آبوویان از اوکراین را شکست داد و به دیدار رده‌بندی رسید. وی در این دیدار گئورگ قاریبیان از ارمنستان را شکست داد و مدال برنز را بدست آورد.